# Salmoiraghi & Viganò
Salmoiraghi & Viganò è una società italiana che opera nell'ambito della vendita al dettaglio di occhialeria e ottica nata dalla fusione delle aziende Salmoiraghi e Viganò. Dall'inizio del 2017 è di proprietà della Luxottica di Leonardo Del Vecchio.

## Storia

### Salmoiraghi
Le origini dell'azienda risalgono al 1865, anno in cui a Milano è fondata da un capitano del Genio appassionato di ottica, Ignazio Porro, la scuola-officina La Filotecnica, specializzata nella costruzione di strumenti topografici. Angelo Salmoiraghi, un ex-allievo chiamato da Porro a dargli una mano, trasforma a partire dal 1880 quel che era un laboratorio in un'attività inizialmente artigianale specializzata nelle lenti e nelle applicazioni ottiche. Dal 1906 fino alla Seconda Guerra Mondiale, l'azienda prende il nome di Filotecnica Salmoiraghi diventando industria e ampliando la produzione con strumenti per la matematica, il disegno, l'astronomia, la meteorologia, l'idrometrica, l'ottica tradizionale, la navigazione marittima e la navigazione aerea. Il marchio Salmoiraghi si diffonde così in Italia e all'estero.
Tra la Prima e la Seconda Guerra Mondiale, grazie ai successi tecnici ottenuti nel campo della strumentazione aeronautica, l'azienda entra nella sfera del gruppo IRI, rafforzando così i rapporti con i maggiori produttori del mondo. Apre un negozio nel centro di Milano, in Galleria, e poi un altro a Roma in Piazza Colonna. Durante il secondo conflitto mondiale l'azienda diventa un obiettivo bellico e gli stabilimenti in via Raffaello Sanzio a Milano vengono bombardati, ma già al termine delle ostilità l'azienda riprende la produzione adeguandosi alle nuove esigenze e creando una fitta rete di negozi con il marchio Salmoiraghi: negli anni sessanta sono già 25.

### Viganò
Parallelamente alla storia di Angelo Salmoiraghi, si sviluppa quella di Angelo Viganò, un commerciante, che nel 1880 apre il suo primo negozio di ottica in Piazza Cordusio a Milano. Nel 1919 gli subentra il figlio Gianni, che istituisce l'esame gratuito della vista e, nel 1933, amplia il negozio di Piazza Cordusio creando l'"Istituto Ottico Viganò" di tre piani. Apre poi negozi a Genova, Roma, Bari, Salsomaggiore. Solo nel dopoguerra Viganò, ancora solo una insegna commerciale, diventa marchio di fabbrica quando nel 1951 nasce a Rovereto la Meccanoptica Leonardo per la produzione di occhiali, dalle lenti alla montatura.

### Fusione dei marchi
Negli anni settanta entrambe le aziende incontrano momenti difficili. Nel 1969 scompare Gianni Viganò mentre la famiglia Salmoiraghi deve vendere dei negozi. E tra il 1974 e 1975 le due società entrano nel più grande gruppo europeo operante nel campo dell'ottica, il britannico Dollond & Aitchison. Da due realtà in precedenza concorrenti, prende così vita la Salmoiraghi & Viganò. Per 25 anni la nuova insegna convive pur essendo sottoposta ad una serie di passaggi di mano: prima alla General Optica Internacional Sa, una società che opera in Spagna e Portogallo, quindi al gruppo De Rigo che la acquisisce quando nel 2000 compra proprio la concorrente General Optica per poi vendere subito la Salmoiraghi & Viganò ad un gruppo di investitori istituzionali guidati da Arca Merchant.
Dal 2002 la società diventa di proprietà dell'ingegner Dino Tabacchi, il più giovane dei quattro fratelli Tabacchi che hanno sviluppato e portato ai vertici mondiali del settore degli occhiali la Safilo. Nel 1999 c'è disaccordo tra i fratelli Tabacchi che hanno visioni strategiche diverse sul futuro della Safilo. Dino preferisce così uscire dall'azienda di famiglia ed entrare nella Salmoiraghi & Viganò che ha 180 negozi di ottica ed è anche cliente della Safilo. Sotto la sua guida e quella dei figli Edoardo e Emanuele Maria, la società arriva ad avere negli anni circa 1 800 dipendenti e 400 negozi di proprietà e in franchising in Italia.

### Passaggio alla Luxottica
All'inizio del 2017 nuovo passaggio di proprietà: la Salmoiraghi & Viganò passa alla Luxottica di Leonardo Del Vecchio che già nel 2012 era entrata nell'azienda acquisendo il 36% del capitale sottoscrivendo un aumento di capitale per 45 milioni. Nuovo amministratore delegato è Leonardo Maria del Vecchio.

## Influenza culturale
Gli occhiali Viganò entrano nel repertorio del poeta e attore meneghino Giovanni Barrella: "Ne pod pù de vedegh no per mett i occiaj del Viganò" (Non vedo l'ora di perdere la vista per mettere gli occhiali del Viganò).
Per Salmoiraghi ci pensa invece Trilussa senza ricorrere questa volta al dialetto capitolino: "Quattro fate e quattro maghi/ fan le lenti a Salmoiraghi/ per vedere chiaro e tondo/ quel che accade in questo mondo/ attraverso quei cristalli/ verdi, rossi, neri, gialli/ puoi scrutare nettamente/ sia le cose che la gente/ contemplandoti il creato/ nel colore che ti è grato". Esiste anche la Brivio e Viganó trasportatrice del gelo.